# 玉名市立玉名中学校
玉名市立玉名中学校（たまなしりつたまなちゅうがっこう）は、熊本県玉名市中尾にある公立の中学校。
通称「玉中」（たまちゅう）。玉名市内随一の大規模校である。

## 概要
歴史
1971年（昭和46年）の中学校3校（玉名町・岱陽（たいよう）・岱南（たいなん））の統合によって開校。
当時、玉名市は岱明町と学校組合を組織し、2校の中学校（岱陽(（たいよう）・岱南（たいなん））を運営していた。1971年（昭和46年）にこの2校は統合の上、「岱明町立岱明中学校」となり、同時に玉名市と岱明町の学校組合は解消することになった。そこで岱陽中学校内の玉名市域（滑石）の生徒、および岱南中学校の玉名市域（築山）の生徒を、最終的に玉名中学校に転入する形がとられた。
2025年（令和7年）に統合60周年を迎えた。
校訓
「誠実・友情・努力」
学校教育目標
「自立型人間の育成 ～文武両道「めざされる愛される玉名中へ」～  」
校章
「玉」の文字を円状に7個並べて「玉7」=「玉名」の校名を表し、中央に「中」の文字を配している。
校歌
作詞は金栗堅、作曲は士野優による。歌詞は3番まであり、各番の歌詞中に校名の「玉名中学」が登場する。
通学区域
小学校区は以下の通り。
- 玉名市立玉名町小学校
- 玉名市立築山小学校
- 玉名市立滑石小学校

生徒数
635名（2020年（令和2年）度）

## 沿革
前史
- 1947年（昭和22年）4月1日 - 学制改革（六・三制の実施）により、以下の新制中学校2校が発足。
  - 「玉名町立玉名中学校」
  - 「滑石村立滑石中学校」
  - 築山村の生徒については、1949年（昭和24年）まで築山村が玉名町に委託し、玉名中学校に通学していた[2]。
- 1949年（昭和24年）- 大野村が築山村および睦合村と中学校組合を組織。
  - 「玉名町立玉名中学校」
  - 「滑石村立滑石中学校」
  - 「大野村築山村睦合村中学校組合立 岱南第一中学校」（大野村に設置）※岱南の読みは「たいなん」。
  - 「大野村築山村睦合村中学校組合立 岱南第二中学校」（睦合村に設置）
- 1951年（昭和26年） - 高道村・鍋村・滑石村が中学校組合を組織。岱南第一中学校と岱南第二中学校が統合。
  - 「玉名町立玉名中学校」（現・熊本県玉名地域振興局（玉名総合庁舎）敷地に木造新校舎が完成。）
  - 「高道村鍋村滑石村中学校組合立 岱陽中学校」（高道村に設置）※岱陽の読みは「たいよう」。
  - 「大野村築山村睦合村中学校組合立 岱南中学校」
- 1954年（昭和29年）4月1日 - 町村合併により、滑石村と築山村が玉名市となる。
  - 「玉名市立玉名中学校」
  - 「高道村鍋村玉名市中学校組合立 岱陽中学校」
  - 「大野村睦合村玉名市中学校組合立 岱南中学校」
- 1955年（昭和30年）4月1日 - 4村（高道・鍋・大野・睦合）が合併し、「岱明村」が発足。
  - 「玉名市立玉名中学校」
  - 「岱明村玉名市中学校組合立 岱陽中学校」
  - 「岱明村玉名市中学校組合立 岱南中学校」
- 1965年（昭和40年）4月1日 - 岱明村が町制施行により「岱明町」となる。
  - 「玉名市立玉名中学校」
  - 「岱明町玉名市中学校組合立 岱陽中学校」
  - 「岱明町玉名市中学校組合立 岱南中学校」

統合
- 1971年（昭和46年）- 玉名市と岱明町が学校組合を解消。岱陽中学校と岱南中学校の玉名市域（築山・滑石）を「玉名市立玉名中学校」（現校名）に統合。統合校舎が完成するまでの間、旧中学校2校の校舎を「分室」として使用を継続。
  - 「玉名市立玉名中学校 岱陽分室」（岱明町域の生徒のために「岱明町立岱明中学校 岱陽分室」も併設）
  - 「玉名市立玉名中学校 岱南分室」（岱明町域の生徒のために「岱明町立岱明中学校 岱南分室」も併設）
- 1973年（昭和48年）- 現在地に新校舎が完成し、移転を完了。岱陽分室と岱南分室を廃止。
- 2008年（平成20年）4月 - 2学期制を導入。
- 2019年（令和元年）- 今まで秋に開催されていた体育大会を猛暑の影響により春に移動。
- 2020年（令和2年） - 新体育館と新技術室が完成。

## 委員会活動
生徒会執行部（中央委員会）のもと、14の各種専門委員会に分かれている。
- 学級委員会
- 生活委員会
- 広報委員会
- 人権・ボランティア委員会
- 園芸委員会
- 安全委員会
- 文化委員会
- 保健委員会
- 給食委員会
- 放送委員会
- 学習委員会
- 体育委員会
- 環境・美化委員会
- 図書委員会

## 著名な卒業生
- 岡本武（よど号ハイジャック事件犯人、よど号グループのメンバー、妻は福留貴美子）
- 斉藤文代（北朝鮮による拉致被害者家族連絡会会員、松木薫の姉）
- 松岡健一（プロ野球選手 - 東京ヤクルトスワローズ）
- 凪咲星南（元宝塚歌劇団花組）
- 福田穣（プロランナー、マラソン選手）
- 大野真子（女子レスリング選手）

## 交通アクセス
最寄りの鉄道駅
- JR九州鹿児島本線「玉名駅」より徒歩15分

最寄りのバス停留所
- 九州産交バス 「糠峯入口」停留所・「曙町」停留所

最寄りの幹線道路
- 熊本県道165号玉名停車場立願寺線

## 周辺
- 熊本県立北稜高等学校
- 熊本県立玉名高等学校・附属中学校